# Alonella pulchella
Alonella pulchella är en kräftdjursart som beskrevs av Herrick 1884. Alonella pulchella ingår i släktet Alonella och familjen Chydoridae. Inga underarter finns listade i Catalogue of Life.